# 大成女子高等学校
大成女子高等学校（たいせいじょしこうとうがっこう）は、茨城県水戸市五軒町三丁目にある私立女子高等学校。現存する県内最古の私立高等学校。通称「大成」（たいせい）。経営は学校法人大成学園。
卓球部、バレーボール部は県内屈指の強豪である。
姉妹校である茨城女子短期大学には優先的に進学できる。

## 沿革
- 1907年（明治40年） - 裁縫塾開設
- 1909年（明治42年） - 大成裁縫女学校と改称、茨城県下初の私立女学校として開学
- 1919年（大正8年） - 大成裁縫女学校を水戸市大成女学校と改称
- 1929年（昭和4年） - 大成高等女学校を設置
- 1948年（昭和23年）- 学制改革により大成高等女学校を大成女子高等学校と改称、大成女子中学校を設置
- 1950年（昭和25年）- 水戸市大成女学校を廃止
- 1954年（昭和29年）- 大成女子中学校を廃止
- 1969年（昭和44年） - 衛生看護科を設置
- 1999年（平成11年） - 創立90周年記念式典挙行
- 2002年（平成14年） - 看護科設置（5年一貫教育）

## 文化への貢献
1913年（大正2年）、大成裁縫女学校出版部が、庄司万太郎 編『国史上の風俗 巻1』を出版、外部に対しても文化に貢献する活動を行っている。

## アクセス
路線バス
- JR常磐線水戸駅北口から大工町方面バスで泉町3丁目停留所下車（所要時間約7分）・徒歩約3分

徒歩
- 水戸駅北口から徒歩30分

## 関係する人物

### 出身者
- 黒羽桂子 - 元バレーボール選手
- 秋山美幸 - 青山学院大学女子バレーボール部コーチ・元監督、元バレーボール選手
- 砂田遥 - 元バレーボール選手
- 本間江梨 - ビーチテニス選手
- 滑川友理 - 水戸市議会議員、人権活動家
- 出澤杏佳 - 卓球選手（九州アスティーダ所属）
- 木村由貴子 - 元女優（東横学園高校に転校）

### 元教員
- 豊田芙雄（旧制女学校時代の校長、日本初の保母・幼稚園教諭）[2]。